# دوغلاس راسيل
دوغلاس راسيل (بالإنجليزية: Doug Russell) (20 فبراير 1946 – ) هو سباح، من الولايات المتحدة، مثّل بلاده في الألعاب الأولمبية الصيفية 1968، وسباحة في الألعاب الأولمبية الصيفية 1968 – رجال 100 متر فراشة ‏، وسباحة في الألعاب الأولمبية الصيفية 1968 – رجال 4 × 100 متر تتابع متنوع ‏.

## وصلات خارجية
- دوغلاس راسيل على موقع الاتحاد الدولي للسباحة (الإنجليزية)
- دوغلاس راسيل على موقع أوليمبيديا (الإنجليزية)